# 假面騎士555角色列表
假面騎士555角色列表是於朝日電視台放映的特攝劇集《假面騎士555》（日语：仮面ライダー555）各個登場的角色。

## 菊池洗衣店
（半田健人 飾；：李致林（本編）、陳健豪（ViuTV時王）、：曹冀魯）
本作男主角，原型為狼奥菲尔诺。
假面騎士555、假面騎士德尔塔的變身者。每次變身完後習慣甩一甩右手。
沒有生活目標，也沒有什麼自信，還因為害怕會背叛他人或被他人背叛而很少與他人交際，常給人冷漠或粗暴的壞印象而遭到誤解，自己也不會做出解釋。
但他其實是個热心肠，有著很強的感性，擁有“猫舌”的特征，不喜歡熱的食物。
虽然因質疑過自己打倒的奧菲爾諾是否真的都是邪惡的存在一度放棄變身為555。最後決定以“守護無罪之人”、“保護他人的夢想”為目的重新拾起555裝具战斗。
第34話為拯救真理露出其奥菲尔诺真身並藉此擊敗澤田，换取智脑的醫學技術以拯救真理的條件，為此短暫加入Lucky Clover。
雖然身為奥菲尔诺，但一直為人類戰鬥着。
於《平成騎士對昭和騎士 假面騎士大戰feat.超級戰隊》中在接受各平成假面騎士的召集而參戰，但一度因草加雅人之死而變得自棄，甚至拒絕門矢士的請求，自遇到神敬介後解開心結豁然開朗而下定決心重新戰鬥。
《超級英雄大戰GP 假面騎士3號》、《d Video特別篇 假面騎士4號》再度登場。
《假面騎士ZI-O》第5-6話登場。
園田真理（芳賀優里亞、八武崎碧（童年） 飾：：張頌欣、：李明幸）
本作女主角，流星塾學生，原型為野貓奥菲尔诺。
在九州旅行期間，真理收到養父花形寄來的555腰帶，為了知道養父的目的與完成自己想成為美容師的夢想准备前往東京，之後遭遇奧菲爾諾的襲擊、並與偶遇的乾巧開始一起對抗奧菲爾諾与之相伴，其後與巧一起被啟太郎收留，偶爾也會在啟太郎家的洗衣店裡打工。
個性強勢，但溫柔善良。因為童年遭遇的緣故，無條件的信賴與支持對同屬流星塾的其他師生。
第32話被泽田打至重伤并昏迷，第33话死亡，第35话在Smart Brain手术下復活。
得知為奥菲尔诺後一度無法接受，但在啟太郎的調解下慢慢释怀。
虽然她身为奥菲尔诺，但在本剧中因不明原因未有成功变身555，甚至連使用條件最寬泛的德尔塔都無法变身。
不过在《假面騎士Outsiders》第0話中她成功变身德尔塔，尽管这只是SMART QUEEN模擬外表后的结果。
菊池啟太郎（溝呂木賢 飾；：蘇強文、：梁興昌）
菊池洗衣店的老板，性格老好人，表現的有些懦弱。
启太郎虽然对身为奥菲尔诺一事非常驚訝，但他始终選擇相信乾巧，是人類中少數認為人類能和奧菲爾諾共存的人。
一直在暗戀一位名為“結花”的女生，第44話和長田結花相認，但同話長田結花死后启太郎并不知情，乾巧作为知情者担心启太郎難過后再无提及。
在劇場版《消失的天堂》中，启太郎是人類反抗軍的一員，同樣是巧和真理的好友。相比於電視劇版表现更勇敢，敢于對當時反抗軍唯一的戰力草加表达不满。
草加陣亡後、真理等人遭遇危機之際，不顧可能會死的副作用喝下「變身一發」後變身成為假面騎士Kaixa打倒獅子奧菲爾諾，但使用完畢腰帶灰化消失。
启太郎其後打算和巧闖進Smart Brain的根據地去救真理，但中途被巧拆毀機車，只能看著巧獨自前往。
菊池條太郎（淺川大治 飾）

## Orphnoch三人組
木場勇治（泉政行 飾；：黃榮璋、：李景唐）
本作男主角之一，原型為馬奥菲尔诺。
TV版假面騎士555、TV版假面騎士Kaixa、劇場版假面騎士Orga（地帝）的變身者。
木场原本擁有幸福美滿的生活，但經歷車禍造成父母雙亡、家族生意被騙掉及女友背叛等巨大打击后，木场心態有所變化，直至遇上乾巧等人慢慢转变。
雖然為奥菲尔诺，但與結花和海堂一樣希望人類與奥菲尔诺可以和平共處，更因此成为Smart Brain的追擊對象。
在故事中前期一直討厭555（乾巧），直至乾巧露出真身後有所緩和。
在放棄成為555後的一段時間為555腰帶持有人。
第45話后，木场認為人類是害死結花的兇手变得憎恨人類，与乾巧和海堂结怨。
第46話在花形前社長安排下成為SMART BRAIN新任社長。
第48話杀害草加，並成為凯撒（官方認定第二任）的變身者。
第49話與激戰後逐重拾初衷，放棄憎恨人類的想法。
第50话与奥菲尔诺之王决战中因重傷而灰化身亡。

#### 長田結花
原型為鶴奥菲尔诺。
17歲，夫婦之養女，長田道子之繼姊。
覺醒為操冥使徒之前是櫻林高中的學生兼女子籃球部部員。
一直受到養父母、繼妹以及高中同學們的欺負和虐待，在从人行天橋的樓梯上摔落身亡后覺醒為奥菲尔诺。
覺醒為奥菲尔诺後结花雖然以奥菲尔诺身份替繼妹解難，但卻不得要領，在被繼妹以及高中同學們繼續欺負和虐待下忍無可忍，以奥菲尔诺身份將她們擊殺。
结花和啟太郎只以短信聊天交流，她一直希望和他見面。
结花虽然作爲奥菲尔诺，但是不會主動襲擊人類，只襲擊其心目中的壞人，與木場和海堂并肩作戰。
曾经喜歡海堂直也，得知啟太郎是一直和她短訊的人后愛上启太郎。
第41話被奥菲尔诺和警方先后伏击，后被警方通缉。
第42话结花自首，随后被抓入南雅彦的研究所成为研究所实验对象之一，后被同样抓入研究所的蟹奥菲尔诺救出。
第43话入住菊池洗衣店，第44话被蝙蝠奥菲尔诺重伤后失去变身奥菲以诺的能力，随后再次被影山变成的龙虾奥菲尔诺攻击后身亡，未能和启太郎成功约会。
海堂直也（唐橋充 飾；：陳卓智、：官志宏）
原型為蛇奥菲尔诺。
海堂曾经是一名音樂天才，性格較為隨便。因為天賦過高被自己的老師嫉妒而遭其設計使手受傷，無法再盡情演奏的他過起了無所事事的生活。
他覺醒奧菲爾諾真正原因:在一家咖啡館被烏賊奧菲爾諾（戶田英一）襲擊後覺醒，與木場和長田并肩作戰。
曾經受Smart Brain唆擺，曾经變身成假面騎士Faiz和萊歐騎兵襲擊乾巧等人，事實對乾巧等人沒有敵意，並在乾巧的555身份曝光後成爲乾巧與木場的調停人。
劇場版《消失的天堂》中，海堂和结花一同被犀牛奥菲尔诺殺害。
《d Video特別篇 假面騎士4號》再度登場。

## 流星塾
草加雅人（村上幸平、伊藤祐介（童年）飾；：鄺樹培（本編）、何家裕（ViuTV時王）、：梁興昌）
假面騎士Kaixa（官方認定）、假面騎士555、假面騎士德尔塔的變身者。
流星塾的學生之一，是大學生，擅長各項體育運動。
對奥菲尔诺極為敵視，即使是暴露真身後的乾巧和海堂也一视同仁，視消滅奥菲尔诺爲己任。
一直對有所不滿，甚至因此嘗試離間他和木場之間的關係。
但隨著與奥菲尔诺的戰鬥，草加與乾巧亦慢慢建立起友誼，之後的《平成騎士對昭和騎士 假面騎士大戰feat.超級戰隊》及《假面騎士ZI-O》中亦力證了二人亦敵亦友的關係。
喜歡真理，甚至願意為她不惜犧牲生命。
草加因经历过Smart Brain植入奥菲尔诺印记的实验并成功适应后成为他自第13話登場以來便可一直可以变身凯撒戰鬥的原因，随着实验失败，草加体内的奥菲尔诺印记消失，第48话被Lucky Clover擊敗後被木场杀害，死后其身体沙化。
全劇唯一曾變身成555、凯撒和德尔塔的變身者。
該角色除《假面騎士ZI-O》外，全部登場的作品均以戰死告終。
於《平成騎士對昭和騎士 假面騎士大戰feat.超級戰隊》《假面騎士ZI-O》第5-6話及外傳《假面騎士ZI-O NEXT TIME Geiz Majesty》登場。

#### 木村沙耶
幪面超人德尔塔的變身者，流星塾的學生之一。
第26話登場，與乾巧一樣“貓舌頭”，花形社長寄出德尔塔腰帶的首選持有者，愛躲在暗處觀察，並突襲操冥使徒。
少數不會因為德尔塔的副作用變得狂妄好戰，同時擁有強大實力的人，甚至让身為精英的琢磨逸郎留下极大陰影。
沙耶目睹流星塾的成員為了爭奪德尔塔有內鬨跡象時，與澤田聯手將德尔塔偷走，自己則到乾巧等人身邊進行觀察，用意是為了讓德尔塔找到更適合的使用者，更變身為德尔塔輔助乾巧。
第28話有意将德尔塔交付给乾巧，但在同一集被澤田殺害后，德尔塔被北崎奪走。

#### 三原修二
假面騎士德尔塔（官方認定）的變身者，流星塾成員之一。
性格懦弱，一度想逃避戰鬥，即使手持德尔塔腰帶也不願藉此變身，但看到草加奮戰的模樣與里奈的勸導後決定挺身戰鬥。
相對於巧或草加，三原經驗與戰鬥能力不足，後期更一度想要放棄德尔塔，直到草加死後終於下定決心戰鬥到最後。
三原和巧的關係不好，在得知他是奧菲爾諾的時候曾懷疑過他的動機，但在多次聯手後開始對他有所信任，讓草加對此十分不滿。

#### 阿部里奈
流星塾的學生之一，曾經短暫變身成為假面騎士Delta戰鬥。
是唯一對外人沒有敵意的流星塾學生，一直相信乾巧。
第一個向真理透露流星塾持有凯撒腰带的流星墅学生，在恭輔等人相繼陣亡，凯撒腰带被草加拿到手後，轉而與其他成員一起去寻找德尔塔腰带。
里奈虽然完全無法發揮德尔塔戰鬥能力而战败，不过精神方面并未被德尔塔控制。
在三原得到德尔塔後，里奈成为身邊鼓勵他的人。
里奈在最終決戰後存活，是除了真理與三原以外少數活到最後的流星塾成員。

#### 德本恭輔
假面騎士德尔塔的變身者。
在流星塾持有凯撒腰帶期間，他亲眼见证變身為555的巧遭遇危险，曾打算變身為凯撒，但因怕死而最終未能使用。
在流星塾獲取德尔塔腰帶後沉迷於其帶來的强大攻擊性，與新井一起被澤田殺死。
澤田亞希（綾野剛、柴崎憂（童年） 飾；：盧國權→李錦綸、：官志宏）
原型為蜘蛛奥菲尔诺，為流星塾學生，SMART BRAIN的人造奧菲爾諾計畫的唯一成功者。
成功的同時泽田想起了之前流星塾遇襲事件時的記憶，決定以奧菲爾諾的身分活下去，為了堅定決心更重傷了對他來說很重要的好友真理，遭到草加的記恨。
後加入Lucky Clover，真理復活後泽田完全拋棄自己的人性，執著于針對真理。
泽田被巧擊敗後，他的身體開始沙化，自知命不久矣的他明白自己只是害怕被當成實驗品卻失敗的流星塾學生的下場，轉而協助巧對抗Lucky Clover，但在草加的襲擊下被重創，最後於真理和巧的身边沙化身亡。

#### 高宮航太
假面騎士凯撒的變身者。
和同屬在流星塾的學生之一。
最初從父親获得凯撒驅動器的盒子的人。
於本作第10話在555與蛇奧菲爾諾（海堂）進行戰鬥時变身凯撒。
最後因為他無法適應凯撒腰带之，變身解除後就灰化消滅死亡。（以上是阿部里奈關於他所說的話。）
西田清高（河崎芳明飾）
假面騎士Kaixa的變身者，流星塾學生之一。
因為的Kaixa驅動器被發送到增田或者阿部里奈與他們再次相聚，園田真理不知道他正在與奧菲爾諾戰鬥。
鱷魚奧菲爾諾的格鬥態（J）正在戰鬥的Faiz（乾巧）在前面出現他作為假面騎士Kaixa，開啟必殺技Kaixa 後鱷魚奧菲爾諾（J）被擊退後，解除變身說出遺言之後灰化死亡。
神道貴久（近田慎太郎飾）
假面騎士Kaixa的變身者。
在尋找Kaixa的使用者期間與流星塾同伴們遭遇鱷魚奧菲爾諾，為了保護同伴而變身為Kaixa，但最終不敵，加上記號消耗殆盡而灰化死亡。
犬飼彰司（渡邊琢磨飾）
向真理寄出了Kaixa腰帶的照片，並附上了碰面交流的訊息。但在那之前遭遇鱷魚奧菲爾諾襲擊，最終在真理與巧的面前灰化死亡。

#### 上條晴子
在與德本等人一起尋找Kaixa腰帶的使用者時，遭到鱷魚奧菲爾諾的襲擊而死。

#### 伊藤麻美
與新井等人一起帶著DELTA腰帶逃走，但被沉迷於DELTA力量的河內給殺死。
新井賢（本田博仁飾）
假面騎士Delta的變身者。
與沉迷於力量的河內交惡而大打出手，落敗受傷。在Delta被澤田、沙耶取走後，為了搶回並獨佔Delta而與德本聯手綁架了真理，卻遭到已變成奧菲爾諾的澤田襲擊而死。
河內勇樹（檜尾健太飾）
假面騎士Delta的變身者。
因為被Delta副作用影響而變得狂妄好戰，甚至殺死了帶著Delta腰帶逃走的同伴麻美，但Delta仍被沙耶與澤田搶走，之後遭遇蛙奧菲爾諾的襲擊而死。
太田信吾（川久保拓司 飾）
真理遭到澤田重傷後，在草加的聯絡下與三原、里奈一起被叫來的流星塾最後成員。因為不想和過去的同伴戰鬥而打算說服澤田，結果遭到澤田攻擊而死。
木下（和田大法飾）
流星塾的學生之一。
在流星塾同學會當晚，他和一名朋友被奧菲爾諾受到攻擊，最初他被藍色火焰籠罩住，化為灰燼死亡。
青沼（栗原一馬飾）
原型為樹懶奧菲爾諾，流星塾的學生之一。
流星塾同學會當晚，他變成奧菲爾諾攻擊聚集在一起以前的其他同學，最終他被乾巧變成狼奧菲爾諾擊倒。
在現場的龍奧菲爾諾（北崎）還有同學會就是Smart Brain策劃的陷阱，從澤田亞希的話看來，這次對其他同學的攻擊，是符合Smart Brain的意圖。
增田教諭（山西道廣飾）
流星塾學生以前的老師，園田真理和草加雅人等人的老師。
擁有Kaixa驅動器的他與流星塾學生一起在露營車裡閒逛，未知他們被捲入了奧菲爾諾的戰鬥。
與他們重逢期間，他被鱷魚奧菲爾諾的剛強態（J）攻擊灰燼死去。
他臨死前，試圖坦白一些在同學會當日發生的事情，他們聽不到整個事情真相。

## SMART BRAIN

#### 花形
Smart Brain前社長，原型為山羊奥菲尔诺，暗中協助乾巧等人，他是流星塾創辦人。被學生們稱之為“父親”。
花形很早明白奧菲爾諾是不完整且短命的存在，於是積極尋找能改變這一困境的「王」，創立流星塾、讓Smart Brain設計三條骑士腰帶，目的用來保護王。
不過在目睹太多人類變成奧菲爾諾後逐漸喪失人心變得殘暴後開始改變想法，認為奧菲爾諾其實是應該被滅亡的存在，於是在本作故事開始的半年前襲擊Smart Brain研究所、奪走三條腰帶分批交給流星塾成員。
在本劇後期再度登場，扶持木場當上Smart Brain新社長，他自知壽命將盡，以为和人類比較親近的木場應該能完成自己的理想，未能料到當時的木場已對人類失望，更不知道木场決定讓王復活滅亡人類。
第48話在和真理等流星墊倖存的成員約好見面赴約時被草加給攔下，最後告訴了草加關於操冥使徒終將走上末路的真相後，在草加面前灰化消逝。

#### 村上峽兒
Smart Brain社長之一，原型為玫瑰奥菲尔诺，假面騎士德尔塔的變身者。
在前社長花形失蹤後成為新社長，上位之初大肆清除反對聲音，象徵奧菲爾諾的激進派系抬頭。為了壯大Smart Brain社與促進奧菲爾諾的未來，不惜讓其他奧菲爾諾被當成王甦醒用的祭品，甚至把自己也當作祭品。
村上容易情緒激昂，但為了利益也會大方地接納過去的敵人為己方，但在有人辜負自己的期待時也會毫不留情的將之拋棄。
實力高強，LUCKY CLOVER的澤田和其他高級奧菲爾諾都不是對手，甚至能和使用了腰帶的乾巧、草加、三原同時交手也不落下風。
第46話他復出的前社長花形當著董事會踢出局，仍未放棄令奧菲爾諾取代人類、讓王復甦的夢想。
第47話奥菲尔诺之王登場的時候自願成為奥菲尔诺之王的犧牲品。

#### 
Smart Brain公司的董事會成員。
因為前社長花形終於已經归来，他們與花形召開特別會議，启动對村上峽兒的不信任動議，成功開除他的社長職位，后委任木場勇治出任社長職位。

#### SMART LADY
社長秘書，喜歡以性感姿態現身。
劇中無展示怪人型態，但從畫面呈獻可推測為藍色蝴蝶奧菲爾諾。

#### 
他是Smart Brain公司的醫生，他與村上峽兒一起觀察被帶回來的金髮之男的遺體，之後他向村上說出金髮之男的真正死因調查報告。

## LUCKY CLOVER

#### 琢磨逸郎
原型為蜈蚣奥菲尔诺，幪面超人555變身者。
以Lucky Clover的精英自居，熱愛閱讀的知性派。
自從被木村沙耶變身的德尔塔震懾後變得畏首畏尾。
恐懼北崎的灰化能力，曾經想從熟睡的對方身上，偷取德尔塔腰帶。
最後一戰後，琢磨因懼怕被乾巧等人擊敗，再加上親眼目睹奥菲尔诺之王殘殺北崎之後看到冴子被王的力量給予永生后决定逃走，選擇以人類身份繼續生活，最終成為土木工程工人，在地盤現場工作時不小心跌倒被現場監督斥罵，成爲Lucky Clover成員中唯一沒有被擊敗的奥菲尔诺。

#### 影山冴子
原型為龍蝦奥菲尔诺，幪面超人凯撒的變身者。
「御姐」型性格，愛對年紀比自己小的大男孩開撩慰藉，平時愛在LUCKY CLOVER BAR當調酒師。
與琢磨關係密切共同進退，包括後來背叛北崎。
最後捨棄人類的身份以奥菲尔诺的姿態存活，並陪伴王於流星塾地下實驗室等待其復原。

#### 北崎
原型為龍奥菲尔诺，幪面超人德尔塔的變身者，實力極為強勁。
被他碰到的事物會出現灰化現象甚至灰化消失，是在流星塾同學會意外事件的主要元兇。
最终遭遇奧菲爾諾之王后，被其石化進行捕食而死。

#### J
原型為鱷魚奥菲尔诺，是一位黑人男子，但能操流利日語。
有3條命（13集死1次、14集死1次、19集死1次）
飼養1隻小狗，第20話死去。

## 警視廳

#### 添野錠二
的上司，與真理一起在美容院打工的添野光之父。
負責偵辦因奧菲爾諾而離奇的連續死亡案件，結花所引起的櫻林高中女子籃球部成員死亡事件也是由他負責偵辦。一度追查到結花和Smart Brain上，但在高層的南雅彥的介入下被迫中止。
在故事的最後選擇退休，成為了一名私家偵探。

#### 澤村刑警
的年轻下屬，記憶力與觀察能力十分優秀。
因緣際會下與南雅彥主持的奧菲爾諾研究機構有過合作，但看不慣機構對奧菲爾諾進行的殘酷實驗，於是私下協助前來營救被機構抓住進行實驗的結花的巧與木場。
在木場搗毀研究機構後，又回到添野身邊繼續擔任警察。
南雅彥（小川敦史 飾；：劉昭文、：李景唐）
和的上司。警視廳的高級官员，認定奧菲爾諾對人類是巨大的威脅，於是在官方暗中支持下成立了奧菲爾諾研究機構，希望找出能一勞永逸解決奧菲爾諾的方法。
為了完成以上目標，他更和SMART BRAIN合作，獲得巨大資本投入研究，對奧菲爾諾進行非人道實驗。
在結花被Lucky Clover的冴子殺死後，木場殺死了南，南最後對木場留下「奧菲爾諾終將無法戰勝人類」的遺言後灰化而死。

## 奧菲爾諾
为本作登场怪人，有不同的动物和植物为原型。设定上为人类进化的形态，拥有特定条件的人，在死后会变成俄尔以诺。其名称本身参考了希腊神话的“俄耳甫斯”和圣经的“以诺”。
井澤博司（木下政信 飾）
原型為魚奧菲爾諾。
是一名身穿藍色夾克服的青年，他騎著摩托車與牧野等人會合前往營地，旅伴牧野和野田以為是朋友，實際上越來越靠近園田真理，搶奪555驅動器的盒子有目的。
在等待时机偷取555腰带之际他變成奧菲爾諾杀死牧野等人，但随着乾巧成功变身555后，井泽被555的飞踢灰化而死。

#### 教授
原型為貓頭鷹奧菲爾諾。他是山手音樂大學的吉他專業教授，海堂直也的導師。
嫉贤妒能，海堂的手之所以受傷是他所為。
最後在得知此事的木場面前坦白了一切，与木场交手後被殺。

#### 戴眼鏡之男（第7話）
原型為聖甲蟲奧菲爾諾。

#### 假面之男
原型為蝸牛奧菲爾諾，身份是賊人。
他是一名在住宅區入屋盜竊的犯罪者，目標只是冰箱裡的食物，作案期間將房子的物件徹底乾淨後離開。
由於個性膽怯對自己缺乏信心，無法按照Smart Brain的指示下完成襲擊人類的任務。
随着變身成555，他變成奧菲爾諾与之一战后撤退，后再次潛入屋子作案，并在后续變成奧菲爾諾将发现他的住戶把害。

#### 騎自行車之男
原型為飛魚奧菲爾諾。
森下義正駕駛汽車時，他騎自行車馬路上攔截森下的汽車，後變成奧菲爾諾襲擊森下，他最終被555的必殺技沙化而死。
森下義正（松尾敏伸 飾）
原型為犰狳奧菲爾諾。
前女友之兄。
調查殺害妹妹，在調查過程中被飛魚奧菲爾諾（騎自行車之男）襲擊後，森下成功觉醒奧菲爾諾之力。
随着他在四處拜訪那些似乎是妹妹（千惠）的舊朋友一个接一个表示对對妹妹（千惠）的印象與他想像中的形象相去甚遠之后，他感到绝望，最终在青叶大学失控變成犰狳奧菲爾諾，木場趕來拼命阻止，森下连带破坏了他手機帶著他和妹妹（千惠）記憶的绳带，徹底拋棄了他的人類內心。
最终他被变身的555使用“Sparkle Cut”斩擊之後灰化而死。

#### 做運動之男
青木茂久（皆川猿時 飾）
披薩店老闆，原型為海豚奧菲爾諾，第20和21話聘請了乾巧和木場在其披薩店打工。
期間被Smart Brain發現並且委派影山冴子要求其殘殺人類但其不願意，之後影山更委派大野木去消滅其。
最後成功被和木場保護，並在乾巧消滅大野木之後勉勵其以人類身份繼續活下去。

#### 年輕之男（第36話）
原型為章魚奧菲爾諾。

#### 年輕之男（第37話）
原型為鴿子奧菲爾諾。

#### 女性社員
飾演者為城山未帆
聰明伶俐的女職員。
走廊移動中，被侵入公司內部的水原等人從背後突然按住，不過蝶飛奧菲爾諾變身反擊。跟在後面出現的職員們一起追着逃到露臺的他們，擋住他們的去路想要殲滅他們。
被趕來的草加雅人變身成假面騎士凯撒，並受到其“巨大沖擊”而灰化、消失。

#### 戶田英一
原型為烏賊奥菲尔诺。
在木場與長田覺醒為奥菲尔诺初期以Smart Brain導師身份給與兩人指導並表達作為奥菲尔诺的使命。
第5話與對戰時被擊敗，最後向木場與長田解釋奥菲尔诺的死亡之後灰化身亡。

#### 穿著大衣之男
原型為大象奧菲爾諾。
他是一個騎摩托車的年輕人，穿著一件長到腰部的大衣，擁有獨特的時尚感。
Smart Brain委派，搶奪在園田真理手中的Faiz的驅動器的任務，他已經收到。
一路上，他騎摩托車超速被交通警跟蹤廣播多次說他停車，之後他停車變成奧菲爾諾襲擊交通警。
因為被他追擊，所以乾巧及時趕到變身成Faiz對他進行戰鬥。
他用摩托車擋住她真理的去路，他變成奧菲爾諾對真理進行襲擊。
他變成突進態多次攻擊真理在躲避的車子。
最後經過一場激戰，被Faiz的必殺技'Crimson Smash'他灰化消滅。

#### 青木
原型為牛奧菲爾諾。
因為搶奪被擁有Faiz的驅動器，他和與他們降落在熊本機場。
他一到機場，就從碰巧在那裡有騎摩托車的人手中偷了一輛摩托車駕駛。
他就一個人騎著摩托車單獨行動，在真理旁邊駛過出現在眼前。
他變成牛奧菲爾諾試圖搶奪Faiz的驅動器，但跑到那裡的乾巧變身成Faiz。
經過一場激戰，Faiz的必殺技'Grand Impact'攻擊後他被打敗，之後他停止移動的身體被菊池啟太郎用一枝樹枝戳破，已經化為灰燼消失。

#### 赤井
原型為仙人掌奧菲爾諾。曾經變身成假面騎士Faiz。
因為搶奪被擁有Faiz的驅動器，他和與他們降落在熊本機場。
他總是嚼口香糖，脾氣暴躁，動不動就動武解決問題。
他抓住正在幫手補充汽油的加油站的職員，因為他對職員不滿洩憤，想用武力解決問題，然後綠川說放手，他被用鐵拳受到斥責感到不滿，之後他們兩位收到Smart Lady來電命令他們追擊搶奪Faiz的驅動器。

#### 綠川
原型為螳螂奧菲爾諾。
因為搶奪被擁有Faiz的驅動器，他的和青木與赤井他們降落在熊本機場。

#### 小丑
原型為菇類奧菲爾諾。
大野木（坂田鐵平 飾）
原型為蠍子奧菲爾諾。
他得知Lucky Clover成員有一個空缺，計劃擔任新成員的位置。
成為叛徒的奧菲爾諾覺醒者做運動之男被他攻擊交出性命，他向影山冴子展示了自己的能力。
在那之後，雖然他是冴子忠實的部下，假面騎士Faiz與他展開一場激烈的戰鬥後，最終他被Faiz變成加速型態抹殺。
浩一（田村圭生 飾）
原型為蠕蟲奧菲爾諾。
他得知Lucky Clover成員有一個空缺，計劃擔任新成員的位置。
小林義雄（內山真人 飾）
原型為兔子奧菲爾諾。
當其變身成奧菲爾諾時習慣彈手指，最後被草加首次使用Golden Smash擊敗並灰化消失。

#### 上班族風格之男
原型為海參奧菲爾諾，Smart Brain社員。

#### 俱樂部之男
原型為青蛙奧菲爾諾，Smart Brain社員。

#### 華麗的中年男士
原型為旗魚奧菲爾諾，Smart Brain社員。

#### 戴眼鏡之男（第37話）
原型為藤壺奧菲爾諾，Smart Brain社員。
村上的手下A（大塚幸太 飾）
原型為獨角仙奧菲爾諾，Smart Brain社員。
村上社長親自指派任務手下之一，他與一起行動的人。
村上的手下B（千葉誠樹 飾）
原型為鍬形蟲奧菲爾諾，Smart Brain社員。
村上社長親自指派任務手下之一，他與一起行動的人。
戴墨鏡之男（大塚太心 飾）
原型為蝙蝠奧菲爾諾，Smart Brain社員。
金髮之男（金原泰成 飾）
Smart Brain的職員，職員編號：10387。
與陪同奧菲爾諾的男性。
穿著皮革夾克服之男（成田浬 飾）
原型為珊瑚奧菲爾諾，Smart Brain社員。
王之影（小林俊 飾；：黃榮璋）
奧菲爾諾之王的影子，是個成年男子。

## 其他人物

#### 
的獨生女。
和園田真理在同一家美容院工作。
經常向當學徒的真理抱怨店裏的事情，每次都被店長島地貴子訓斥。“這家店用人太粗野了”，她曾考慮過跳槽，但後來改變了想法，告訴退休的父親，自己會再努力做一名美髮師。
喜歡漫畫，在家裏無所事事地看漫畫。
的女朋友及未婚妻，森下義正之妹。
昏迷兩年間移情別戀至其堂兄木場一彰。在木場一彰死後被警察找上門並懷疑其是殺死木場一彰的兇手，之後第2話重遇木場勇治，同時為求脫身向警察污衊木場勇治才是真兇。最後在木場勇治有感被背叛的情況下以奧菲爾諾身份將其擊殺。
的堂兄。
因為在死後與千惠一起，被其視為背叛，變成馬奧菲爾諾之後他開車逃離時變成激進態追蹤他的車子破壞後，他下車被變回格鬥態的馬奧菲爾諾用劍刺穿他的心臟，最終他回家後森下千惠面前灰化身亡。
其父，也就是勇治的大伯，在弟弟夫妻（勇治的父母）車禍身亡、侄子（勇治）在醫院昏迷不醒下，隨即將弟弟（勇治之父）的資產包括：公司和房子全部賣掉。勇治恢復意識出院後拜訪他時，他對勇治說：我弟弟（勇治之父）的公司已經倒閉破產，處置以償還巨額債務，他在說謊。
園田真理和添野光工作的髮型屋店長。
夫婦之女，之繼妹，與學校的壞學生聯群結黨欺負結花。
太太的兒子，的學弟。
他在山手音樂大學專修吉他的學生。
母親是菊池洗衣店的顧客。
幸子的女兒，愛把洗乾淨晾曬的衣服弄髒，以發洩內心的情緒。
惠子的媽媽，一度失憶而讓女兒非常牽掛。
他在Smart Brain引發的一場大樓火災中失去父母成為孤兒。
性格有點欺善怕惡，後來被操冥使徒之王附身。
劇場版女主角之一。
在生存下來的人們生活的營地經營鞋店。
認爲自己是懶散的人，所以一直沒有交過朋友。但其實是心地善良的人，在很多人疏遠身爲奧菲爾諾的木場勇治等人的時候，她仍然保持友善，也許是因爲這樣的態度受到周圍人的騷擾。
與被父親植入另一種記憶“隆”的乾巧一起生活，並暗戀巧。
巧恢復記憶後把一切都告訴了他，並把救巧時巧拿着的噴火器還給了他。
在那之後水原襲擊巧，從他放出的兇彈中保護巧，就這樣犧牲了。
大學劍擊社團成員，一度被園田真理誤當成草加雅人。
他是一家人體模型製造工廠的老闆。
他們是3名小混混。
他們在地下停車場進行圍繞對北崎要取得錢財時，他們有一位小混混動手無聲觸碰北崎時之後他一瞬間被灰化身亡。
現埸監督（井上敏樹 飾）
他是在維修工程地盤現場的建築公司監察人員，最終話尾段登場。但新入職的琢磨逸郎由於不習慣體力勞動而容易犯錯時，監督斥責他（琢磨），使用拳頭用力按在他（琢磨）的臉頰上。